# Ялынское
Ялынское (укр. Ялинське) — село на Украине, находится в Великоновосёлковском районе Донецкой области. Население по переписи 2001 года составляет 536 человек.
10 марта 2022 года, по данным Минобороны РФ, село взято под контроль российскими войсками в ходе вторжения России на Украину.